# William Delannoy
Pour les articles homonymes, voir Delannoy.
William Delannoy, né le 17 avril 1965, est un homme politique français.
Membre de l'Union des démocrates et indépendants (UDI), il est maire de la commune de Saint-Ouen (devenue Saint-Ouen-sur-Seine) de 2014 à 2020 et vice-président de Plaine Commune.

## Biographie
William Delannoy naît le 17 avril 1965 dans le 18e arrondissement de Paris. Il effectue sa scolarité à Michelet.
Il est conseiller municipal d'opposition à Saint-Ouen de 1995 à 2014. Lors des élections municipales de 2014, la liste qu’il conduit l’emporte au second tour le 30 mars avec 53,2 % des voix, devant celle de Jacqueline Rouillon-Dambreville (PCF), maire sortante. Le 6 avril suivant, il est élu maire de Saint-Ouen par le nouveau conseil municipal.
Le 21 janvier 2016, il devient conseiller délégué de la métropole du Grand Paris.
Il ne parraine aucun candidat pour l'élection présidentielle de 2017.
Le 31 décembre 2017, il refuse de renouveler le bail d'un bâtiment occupé par l'association culturelle Mains d'œuvres afin de créer un conservatoire. L'association propose alors une cohabitation avec le conservatoire afin de continuer ses actions. La municipalité refuse et saisit le tribunal de grande instance de Bobigny, qui ordonne le 2 juillet 2019 l’expulsion des occupants sans droit ni titre. Le 8 octobre 2019, la mairie expulse l'association Mains d'œuvres des locaux sans attendre l'audience d'appel, mettant ainsi 70 salariés au chômage technique.
Au premier tour des élections municipales de 2020, sa liste devance de peu la liste de gauche menée par Karim Bouamrane et une autre liste divers gauche. Au second tour, la liste Delannoy (32,5 %) est défaite, dans le cadre d'une triangulaire, par celle de Bouamrane (38,1 %).

## Synthèse des résultats électoraux

### Élections municipales
Les résultats ci-dessous concernent uniquement les élections où il est tête de liste.
| Année | Liste | Liste    | Commune              | 1er tour | 1er tour | 1er tour | 2d tour | 2d tour | 2d tour | Sièges obtenus |
| Année | Liste | Liste    | Commune              | Voix     | %        | Rang     | Voix    | %       | Rang    | Sièges obtenus |
| ----- | ----- | -------- | -------------------- | -------- | -------- | -------- | ------- | ------- | ------- | -------------- |
| 2008  |       | DVD      | Saint-Ouen           | 3 626    | 37,00    | 2e       | 4 129   | 39,78   | 2e      | 8 / 39         |
| 2014  | 4 104 | DVD      | Saint-Ouen           | 34,87    | 1er      | 6 369    | 53,16   | 1er     | 33 / 43 |                |
| 2020  |       | UDI - SL | Saint-Ouen-sur-Seine | 2 812    | 25,65    | 1er      | 3 815   | 32,52   | 2e      | 7 / 45         |